# Sophie Trietsch
Sophie Trietsch (* 1831 in Hamburg; † 29. Oktober 1858 in Berlin) war eine deutsche Opernsängerin (Sopran/Koloratursopran).

## Leben
Sophie Trietsch war die Tochter von Therese Trietsch, geb. Schadow und erhielt ihre Ausbildung bei der Opernsängerin Adele Passy-Cornet. Unterricht im dramatischen Spiel nahm sie bei Karl Töpfer. 1849 erhielt sie ein Engagement am Stadttheater Hamburg. 1850 gab sie ein Gastspiel an der Berliner Hofoper und wurde daraufhin engagiert. Dort begeisterte sie ihr Publikum u. a. in den Rollen Ännchen in Webers Oper Der Freischütz, Zerline in Mozarts Don Giovanni, Pamina in Mozarts Zauberflöte oder Marcelline in Beethovens Fidelio. 1852 gab sie zusammen mit Johanna Wagner ein Gastspiel in Schwerin, in der Rolle der Bertha in Meyerbeers Le prophète. Aufgrund eines Lungenleidens musste sie im Sommer 1858 ihre Bühnentätigkeit aufgeben und war das letzte Mal am 8. Juni des Jahres in Halveys Oper Die Jüdin zu hören.
Bis zu ihrem frühen Tod im Jahr 1858 trat sie an der Berliner Hofoper in ca. 28 verschiedenen Rollen auf. 1856 sang sie die Venus in der Berliner Erstaufführung von Wagners Tannhäuser.
Sophie Trietsch wurde am 1. November 1858 auf dem Friedhof der jüdischen Gemeinde in Berlin beigesetzt, vermutlich auf dem Friedhof an der Schönhauser Allee.